# ستيفن راي هال
ستيفن راي هال (بالإنجليزية: Steven Ray Hall) هو مهندس فضاء جوي أمريكي، ولد في 6 يوليو 1959 في ويست بالم بيتش في الولايات المتحدة.